# Strażnica KOP „Podwołoczyska”

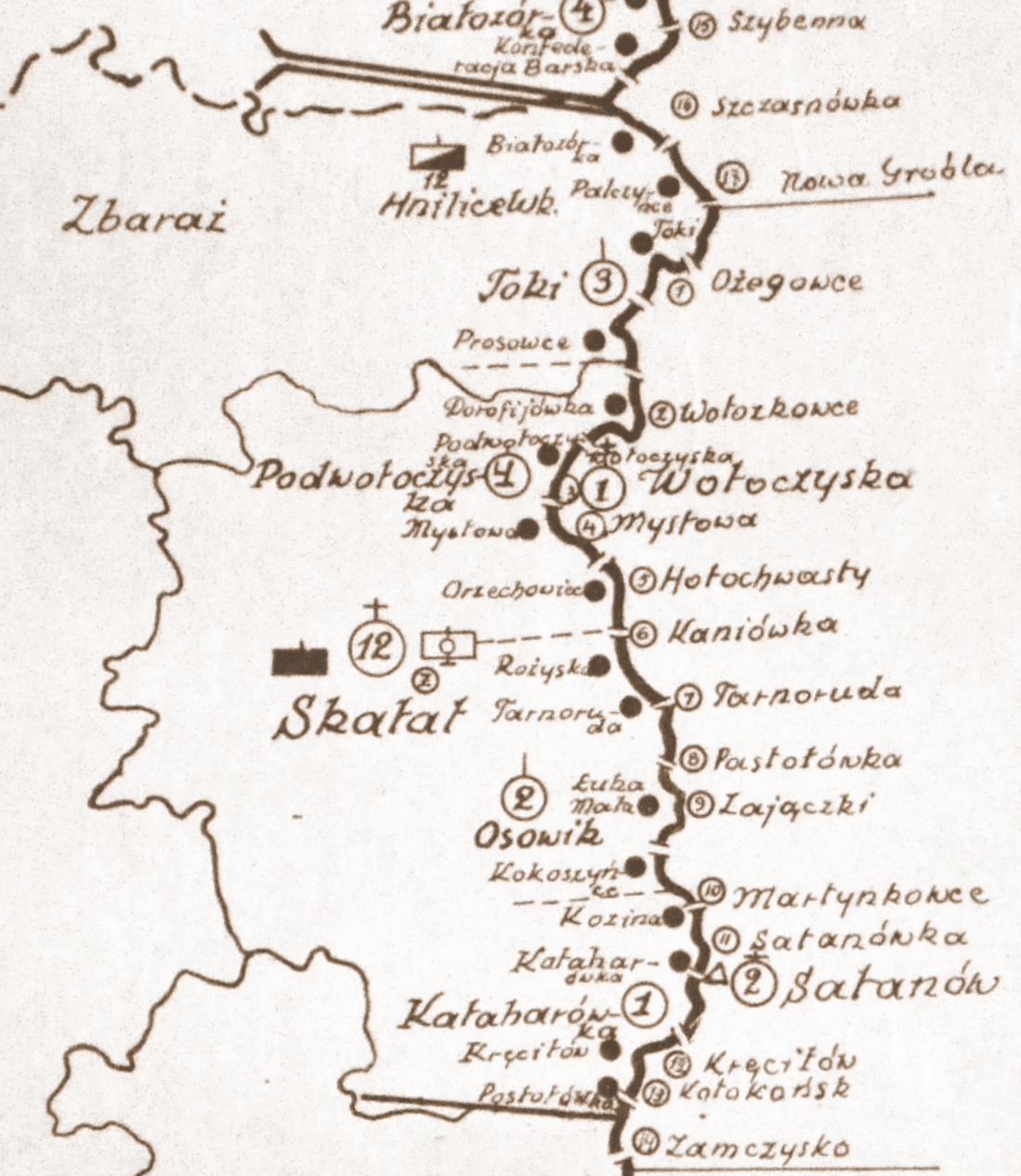
Rozmieszczenie batalionu KOP „Skałat” w 1931

Strażnica KOP „Podwołoczyska” – zasadnicza jednostka organizacyjna Korpusu Ochrony Pogranicza pełniąca służbę ochronną na granicy polsko-sowieckiej.

## Geneza
Do czasu zakończenia wojny polsko-bolszewickiej, czyli do jesieni 1920, wschodnią granicę państwa polskiego wyznaczała linia frontu. Dopiero zarządzeniem z 6 listopada 1920 utworzono Kordon Graniczny Ministerstwa Spraw Wojskowych. W połowie stycznia 1921 zmodyfikowano formę ochrony granicy i rozpoczęto organizowanie Kordonu Granicznego Naczelnego Dowództwa WP. Obsadzony on miał być przez żandarmerię polową i oddziały wojskowe. Latem 1921 ochronę granicy wschodniej postanowiło powierzyć Batalionom Celnym. W Kopyczyńcach rozmieszczono dowództwo i pododdziały sztabowe 23 batalionu celnego, a jego 2 kompania stacjonowała w Podwłoczyskach.
W drugiej połowie 1922 przeprowadzono kolejną reorganizację organów strzegących granicy wschodniej. 1 września 1922 bataliony celne przemianowano na bataliony Straży Granicznej.
Już w następnym roku zlikwidowano Straż Graniczną, a z dniem 1 lipca 1923 pełnienie służby granicznej na wschodnich rubieżach powierzono Policji Państwowej.
W sierpniu 1924 podjęto uchwałę o powołaniu Korpusu Ochrony Pogranicza – formacji zorganizowanej na wzór wojskowy, a będącej etacie Ministerstwa Spraw Wewnętrznych.

## Formowanie i zmiany organizacyjne
W 1925, w składzie 4 Brygady Ochrony Pogranicza, został sformowany 12 batalion graniczny. W 1928 w skład batalionu wchodziło 17 strażnic. W latach 1928–1939 w strukturze organizacyjnej 1 kompanii granicznej KOP „Podwołoczyska” funkcjonowała strażnica KOP „Podwołoczyska” . Strażnica liczyła około 18 żołnierzy i rozmieszczona była przy linii granicznej z zadaniem bezpośredniej ochrony granicy państwowej.
W 1932 obsada strażnicy zakwaterowana była w budynku prywatnym. Strażnica znajdowała się w miejscu postoju dowództwa kompanii.

## Służba graniczna
Podstawową jednostką taktyczną Korpusu Ochrony Pogranicza przeznaczoną do pełnienia służby ochronnej był batalion graniczny. Odcinek batalionu dzielił się na pododcinki kompanii, a te z kolei na pododcinki strażnic, które były „zasadniczymi jednostkami pełniącymi służbę ochronną”, w sile półplutonu. Służba ochronna pełniona była systemem zmiennym, polegającym na stałym patrolowaniu strefy nadgranicznej, wystawianiu posterunków alarmowych, obserwacyjnych i kontrolnych stałych, patrolowaniu i organizowaniu zasadzek w miejscach rozpoznanych jako niebezpieczne, kontrolowaniu dokumentów i zatrzymywaniu osób podejrzanych, a także utrzymywaniu ścisłej łączności między oddziałami i władzami administracyjnymi.
Strażnica KOP „Podwołoczyska” w 1932 ochraniała pododcinek granicy państwowej szerokości 4 kilometrów 654 metrów od słupa granicznego nr 1903 do 1909, a w 1938 pododcinek szerokości 7 kilometrów 500 metrów od słupa granicznego nr 1903 do 1912.
Sąsiednie strażnice:
- strażnica KOP „Staromiejszczyzna” ⇔ strażnica KOP „Mysłowa” – 1928[9]
- strażnica KOP „Dorofijówka” ⇔ strażnica KOP „Mysłowa” – 1931[11] , 1932[12], 1934[13]
- strażnica KOP „Dorofijówka” ⇔ strażnica KOP „Orzechowiec” – 1938[14]